# Ishirō Honda
Pour les articles homonymes, voir Honda (homonymie).
Ishirō Honda (本多 猪四郎, Honda Ishirō) (7 mai 1911 - 28 février 1993) est un cinéaste japonais ayant réalisé 46 longs métrages au cours d'une carrière de cinq décennies. Il est le réalisateur japonais le plus récompensé au niveau international avant Hayao Miyazaki et l'un des fondateurs du film catastrophe moderne, ses films ayant eu une influence significative sur l'industrie cinématographique. Bien qu'il ait réalisé de nombreux drames, films de guerre, documentaires, ou comédies, il est surtout connu pour ses réalisations et sa co-création du genre kaijū (films de  monstres géants) avec le responsable d'effets spéciaux Eiji Tsuburaya.
Il débute dans l'industrie cinématographique japonaise en 1934 comme troisième assistant réalisateur sur L'Étude de la vie du roturier âgé de Sotoji Kimura. Après 15 ans de carrière sur de nombreux films en tant qu'assistant réalisateur, il fait ses débuts de réalisateur avec le court métrage documentaire Ise-Shima en 1949. Son premier long métrage, La Perle bleue (en) (1952), est un succès critique au Japon à l'époque et le conduit à réaliser trois autres films dramatiques.
En 1954, Honda co-écrit et réalise Godzilla, qui connaît un grand succès au box-office japonais et est nommé pour deux prix de la Japanese Movie Association. De ce succès naît une franchise multisupport (en), reconnue par le Livre Guinness des records comme la franchise cinématographique la plus ancienne de l'histoire, ayant établi les genres kaijū et tokusatsu (films à effets spéciaux). Cela aide Honda à acquérir une reconnaissance internationale et l'amène à réaliser de nombreux autres tokusatsu qui sont encore étudiés et regardés de nos jours,.
Après avoir réalisé son huitième et dernier film Godzilla en 1975, il prend sa retraite du cinéma. Son ami et ancien collègue, Akira Kurosawa, le convainc cependant de revenir à la fin des années 1970 et d'être son bras droit sur ses cinq derniers films.

## Biographie

### Jeunesse

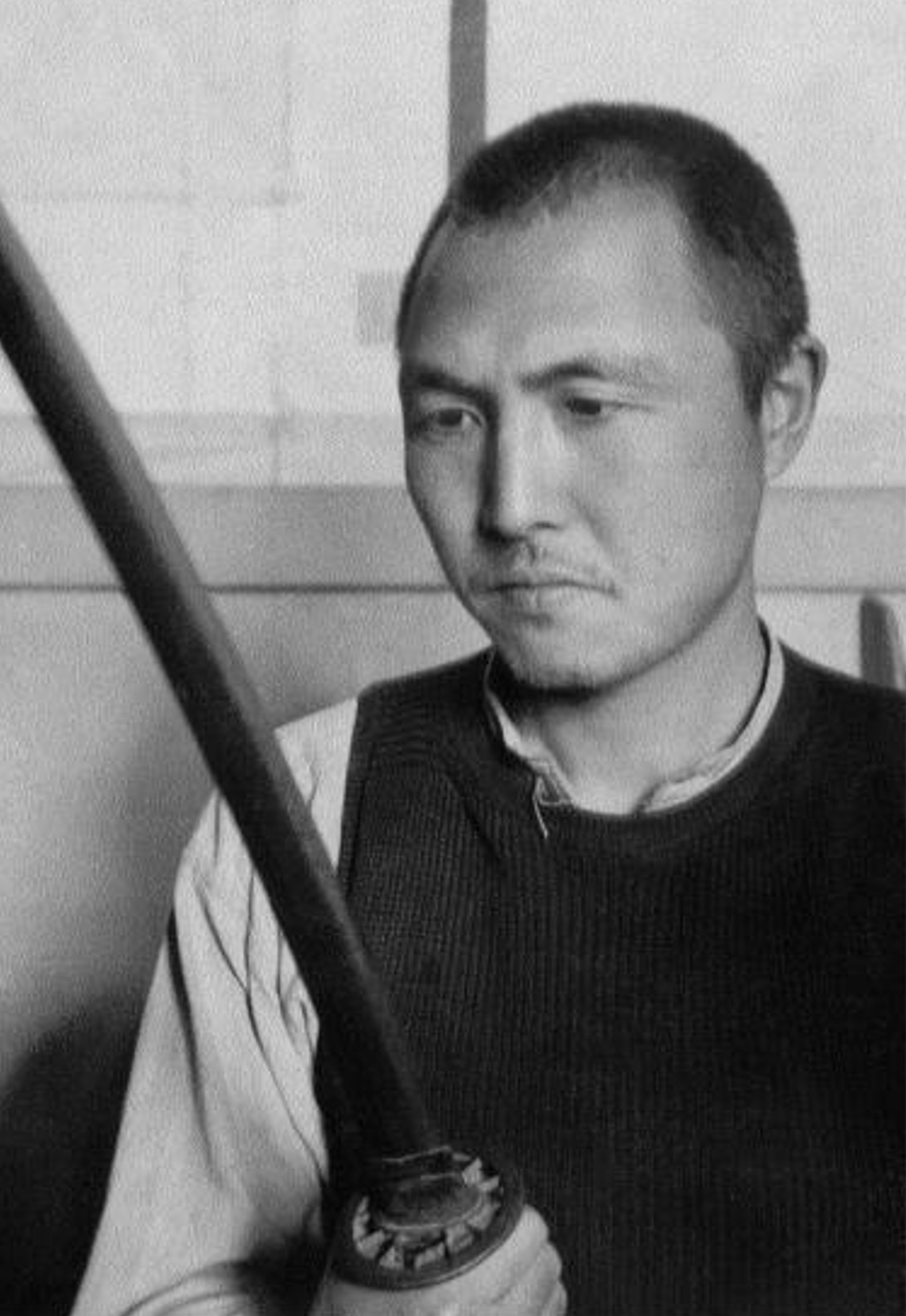
Ishirō Honda pratiquant le kendo à la fin des années 1920.

Honda est né à Asahi dans la préfecture de Yamagata (actuelle ville de Tsuruoka),,, cinquième et plus jeune enfant de Hokan et Miyo Honda. Son père Hokan est l'abbé du temple Honda Ryuden-in. Honda déclarera que son prénom est une combinaison dérivée de trois mots : « I (猪) pour inoshishi (« sanglier », son signe dans l'astrologie chinoise), shi (四) pour le nombre quatre, et ro (郎) indiquant qu'il s'agit d'un fils. Littéralement, cela signifie le quatrième fils, né l'année du sanglier, ». Il a trois frères, Takamoto, Ryokichi, Ryuzo et une sœur, Tomi, décédée pendant son enfance. Le père et le grand-père de Honda sont tous deux des moines bouddhistes à Churen-ji, un temple du mont Yudono, où les Honda vivent dans une habitation sur la propriété du temple. Ils cultivent du riz, des pommes de terre, des radis daikon et des carottes, et fabriquent et vendent également du miso et de la sauce soja. La famille reçoit également des revenus d'une ferme de mites de vers à soie gérée par l'un des frères de Honda. Le père de Honda gagne un revenu pendant les étés en vendant des dévotions dans la préfecture d'Iwate, la préfecture d'Akita et Hokkaidō et rentre chez lui avant l'hiver.
Tandis que les frères de Honda reçoivent un tutorat religieux à seize ans, Honda apprend la science. Takamoto, qui deviendra médecin militaire, encourage Honda à étudier et lui envoie des magazines scientifiques pour l'aider, ce qui fait naître l'amour de Honda pour la lecture et la curiosité scientifique. En 1921, alors que Honda a dix ans, Hokan devient l'abbé du temple Io-ji à Tokyo, et la famille a déménagé dans le quartier de Takaido à Suginami. Bien qu'il ait été élève avec mention dans sa région natale, les notes de Honda déclinent à Tokyo et au collège. Il lutte sur des sujets impliquant des équations telles que la chimie, la biologie et l'algèbre.
Après que son père a été transféré dans un autre temple, Honda s'est inscrit à l'école primaire Tachibana de Kawasaki et plus tard au lycée Kogyokusha où Honda apprend le kendo, le tir à l'arc et la natation sportive, mais doit arrêter après s'être déchiré le tendon d'Achille.

### Apprentissage du cinéma (1931–1934)
Honda commence à s'intéresser au cinéma lorsque lui et ses camarades de classe se réunissent pour regarder l'un des magazines Photoplay d'Universal Bluebird. Honda se faufile souvent dans les salles de cinéma sans la permission de ses parents. Pour les films muets au Japon à cette époque, les textes à l'écran sont remplacés par des benshi, des narrateurs qui se tiennent à côté de l'écran et prononcent des commentaires en direct, ce que Honda trouve plus fascinant que les films eux-mêmes. Son frère Takamoto espère que Honda devienne dentiste et rejoigne sa clinique à Tokyo, mais à la place, Honda postule à l'université Nihon pour le programme majeur de cinéma de leur département d'art et est accepté en 1931. Le département de cinéma est un programme pilote, ce qui entraîne de mauvaises conditions d'apprentissage et des annulations de temps en temps de la part de l'enseignant. Alors que cela force d'autres étudiants à abandonner, Honda utilise plutôt les périodes annulées pour regarder des films au cinéma et prend des notes personnelles.
Honda et quatre de ses camarades de classe louent une chambre à Shinbashi, à quelques kilomètres de leur université, où ils se réunissent après l'école pour discuter de films. Honda espère que le groupe collabore sur un scénario, mais ses amis se contentent de socialiser et de boire. Honda fréquente un salon de critiques de cinéma et d'étudiants mais n'y participe guère, préférant plutôt écouter. Alors qu'il est toujours à l'école, il rencontre Iwao Mori (ja), un cadre responsable de la production chez Photographic Chemical Laboratories (P.C.L.). En août 1933, Mori offre des premiers emplois chez P.C.L à quelques étudiants, dont Honda. Il termine finalement ses études tout en travaillant au studio et devient assistant réalisateur, ce qui l'oblige à être scénariste dans le département de montage. Il devient finalement troisième assistant réalisateur sur Tadano bonji: Jinsei benkyō de Sotoji Kimura (1934). Cependant, il reçoit ensuite reçu un avis de conscription de l'armée.

### Service militaire et mariage (1934–1946)

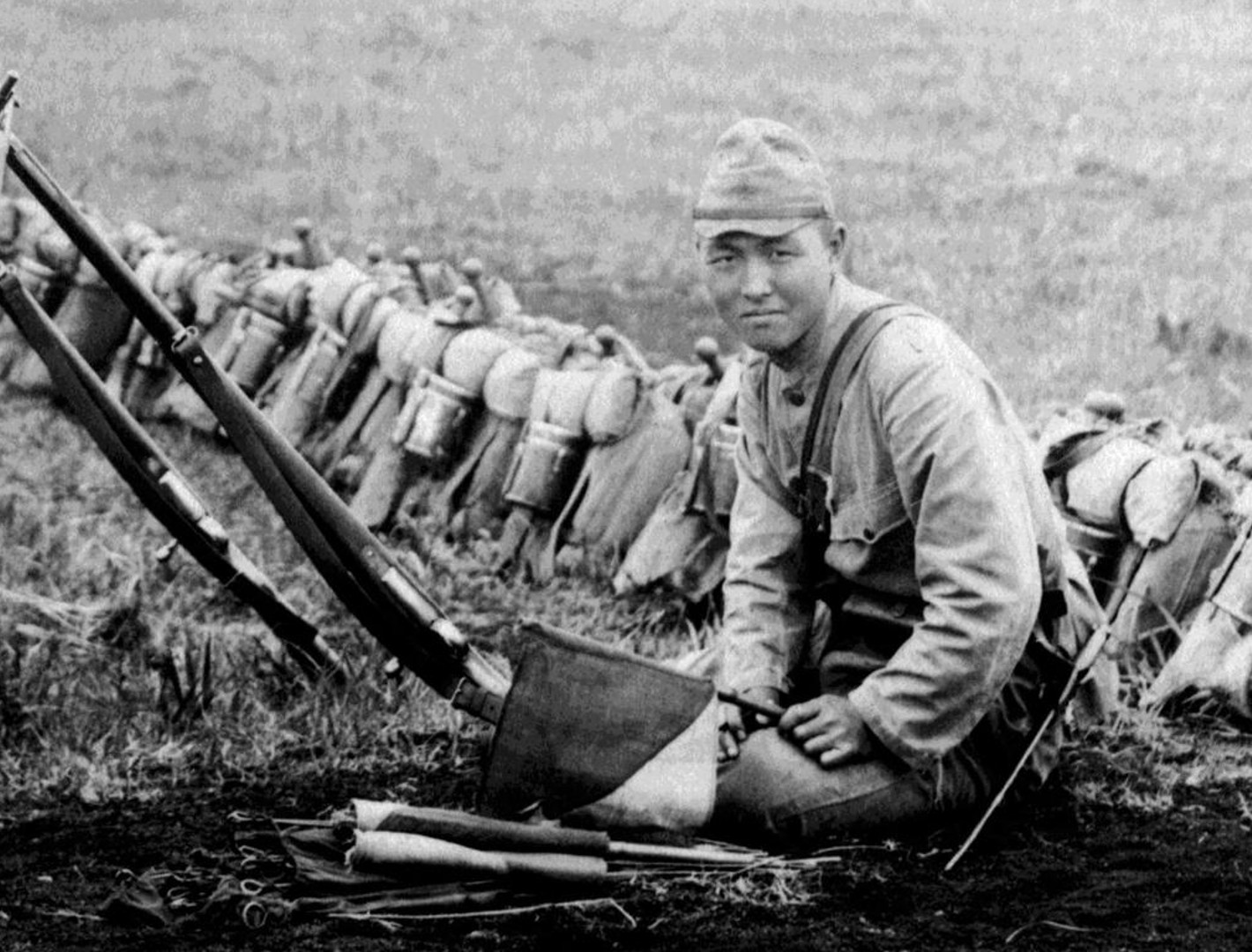
Honda stationné en Chine à la fin des années 1930.

À vingt-trois ans, Honda est enrôlé dans l'armée impériale japonaise à l'automne 1934. Bien qu'il obtienne une approbation à son examen physique, il n'est pas tenu de se présenter pour un service immédiat. En attendant son appel, il continue à travailler chez P.C.L. Il est finalement appelé au service en janvier 1935 et est enrôlé dans le 1er régiment d'infanterie de la 1re division à Tokyo. À l'époque, Honda commence sa formation au grade d'entrée d'Ippeisotsu, l'équivalent de petty officer first class (en).
En 1936, son ancien commandant, Yasuhide Kurihara (ja), lance un coup d'État contre le gouvernement civil, ce qui s'appellera plus tard l'incident du 26 février. Bien que Honda n'ait pas été impliqué dans le coup d'État, toutes les personnes associées à Kurihara sont considérées comme dangereuses et les hauts responsables veulent qu'ils disparaissent et, par conséquent, Honda et son régiment sont envoyés au Mandchoukouo en 1936, sous des prétextes douteux. Honda aurait terminé ses 18 mois de service restants s'il n'y avait pas eu le coup d'État et sera rappelé au service encore et encore pour le reste de la guerre.
Honda rencontre Kimi Yamazaki en 1937 et lui propose de se marier en 1939. Les parents de Honda et la mère de Kimi sont favorables, mais le père de Kimi est opposé à ses fiançailles soudaines. Bien que le père de Kimi n'ait jamais approuvé son mariage, il lui envoie néanmoins 1 000 yens après avoir appris sa grossesse. Plutôt que de faire une cérémonie de mariage traditionnelle, les deux signent simplement des papiers à l'hôtel de ville, rendent hommage au sanctuaire Meiji et rentrent chez eux. Après leur mariage, le couple s'installe à Seijo dans l'arrondissement de Setagaya et y réside même après la guerre.
Honda est rappelé au service à la mi-décembre 1939, une semaine avant la naissance de sa fille, Takako. Étant déjà monté en grade, il peut rendre visite à sa femme et à sa fille à l'hôpital mais doit partir immédiatement pour la Chine. Entre 1940 et 1941, Honda se voit confier la gestion d'une « maison de réconfort », un euphémisme pour les bordels militaires établis en zone occupée. Honda écrira plus tard un essai intitulé Réflexions d'un officier chargé des femmes de réconfort publié dans Movie Art Magazine en avril 1966, détaillant ses expériences et celles d'autres femmes de réconfort travaillant dans des maisons de réconfort.
Honda rentre ensuite chez lui en décembre 1942, pour constater que P.C.L (maintenant rebaptisé Tōhō à la suite d'une fusion) est contraint de produire des films de propagande pour soutenir l'effort de guerre. Le gouvernement prend le contrôle de l'industrie cinématographique japonaise en 1939, modelant l'adoption des lois sur le cinéma d'après les politiques nazies où les scripts et les films sont revus afin de soutenir l'effort de guerre et les cinéastes non conformes sont punis ou pire. Le fils de Honda, Ryuji, naît le 31 janvier 1944, cependant, Honda reçoit un autre appel à la conscription en mars 1944. Il est affecté aux Philippines mais son unité rate le bateau et est renvoyée en Chine à la place. Par chance, le conflit en Chine est moins intense qu'il ne l'est alors dans le Pacifique et l'Asie du Sud-Est. Honda devient sergent et est chargé du commerce et de la communication avec les civils. Il n'a jamais ordonné à aucun Chinois de devenir soldat et les respecte autant que possible.
Honda est finalement capturé par l'Armée nationale révolutionnaire chinoise et détenu dans une zone non déterminé entre Pékin et Shanghai pendant un an avant la fin de la guerre. Pendant son emprisonnement, il déclare avoir été bien traité et se lie même d'amitié avec les habitants et les moines du temple local, qui lui proposent de rester en permanence mais il refuse respectueusement pour retrouver sa femme et ses enfants. En guise de cadeau d'adieu, les habitants lui offrent des estampages de proverbes chinois, imprimés à partir de sculptures en pierre de temples. Honda écrira plus tard ces vers au dos de ses scénarios.
Au cours de sa dernière sortie, il échappe à la mort près de Hankou lorsqu'un obus de mortier atterrit devant lui mais sans exploser. À la fin de la bataille, il revient sur place pour récupérer l'obus et le ramène au Japon où il le placera sur son bureau privé jusqu'à sa mort. Il rentre enfin chez lui en mars 1946. Cependant, pendant la majeure partie de sa vie, même quand il sera âgé, il fera des cauchemars sur la guerre deux ou trois fois par an. Pendant son service militaire, Honda sert trois fois, pour un total de six ans au front.

## Carrière

### Années 1940

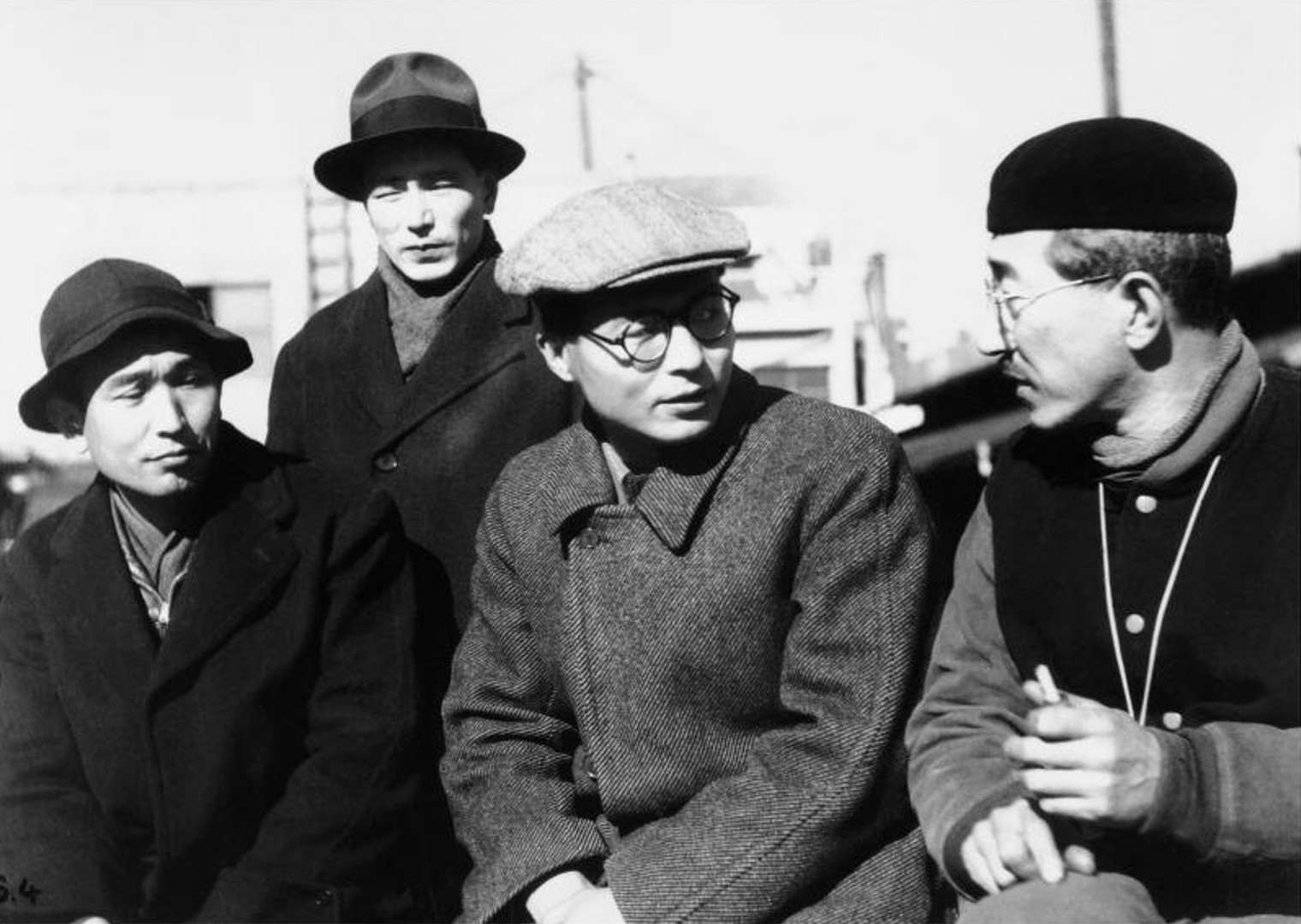
De gauche à droite : Akira Kurosawa, Honda, et Senkichi Taniguchi avec leur mentor Kajirō Yamamoto à la fin des années 1930.

Honda retourne travailler à la Tōhō en tant qu'assistant réalisateur. En 1946, il travaille sur deux films : Juichinin no jogakusei de Motoyoshi Oda et Ai no sengen de Kunio Watanabe. En 1947, il travaille sur deux films : Chikagai nijuyojikan (réalisé conjointement par Tadashi Imai, Hideo Sekigawa et Kiyoshi Kusuda) et Shin baka jidai, un film en deux parties de Kajirō Yamamoto. En raison de problèmes avec les syndicats et les employés de la Tōhō, beaucoup partent pour former la Shintōhō. Kunio Watanabe tente de convaincre Honda de rejoindre la nouvelle entité, avec la promesse de devenir rapidement réalisateur, cependant, il choisit de rester neutre et reste à la Tōhō. Malgré des difficultés, il travaille sur une poignée de films produits par Film Arts Associates Productions. Entre septembre et octobre 1948, Honda est dans la péninsule de Noto pour travailler sur Enfant du vent de Kajirō Yamamoto, le premier film de Film Arts. De janvier à mars 1949, Honda travaille de nouveau avec Yamamoto sur Bagatelle au printemps (ja).
Avant d'être promu réalisateur de longs métrages, Honda doit réaliser des documentaires pour la division des films éducatifs de la Tōhō. Le studio utilise parfois des projets documentaires comme tests pour les assistants réalisateurs devant devenir réalisateurs. Le premier film de Honda en tant que réalisateur est le documentaire Nippon sangyō chiri taikei daiichihen: Kokuritsu kōen Ise Shima, une bobine de vingt minutes sur les attractions culturelles d'Ise-Shima (en). Il est commandé par des responsables locaux pour stimuler le tourisme dans le parc national. Le film couvre une brève histoire du sanctuaire d'Ise, de la population locale, de l'économie et des fermes perlières. Il est notamment remarquable pour être le premier film japonais à utiliser avec succès la photographie sous-marine. Honda veut à l'origine utiliser un petit engin de type sous-marin, mais l'idée est abandonnée en raison de problèmes de budget et de sécurité. Au lieu de cela, des plongeurs professionnels aident à la production. Honda mandate un collègue technicien qui conçoit et construit un boîtier en métal et en verre étanche à l'air et à l'eau pour une caméra compacte de 35 millimètres. Le documentaire est tourné en juillet 1949 et devient un triomphe pour la Tōhō. Il est ensuite vendu à plusieurs pays européens. Il disparaît longtemps jusqu'à refaire surface sur la télévision câblée japonaise en 2003. Entre juillet et septembre 1949, peu après avoir terminé Nippon sangyō chiri taikei daiichihen: Kokuritsu kōen Ise Shima, Honda retrouve son ami Akira Kurosawa sur Chien enragé et commence à travailler comme assistant réalisateur en chef sur le film. Il réalise principalement les plans de la deuxième unité, qui plaisent tous à Kurosawa qui déclare « devoir beaucoup » à Honda pour avoir réussi à capturer l'atmosphère d'après-guerre du film.

### Années 1950
En 1950, Honda travaille sur deux films de Kajirō Yamamoto : Évasion et Élégie, le dernier film produit par Film Art Associations. Il est également assistant réalisateur sur Le Déserteur de l'aube de Senkichi Taniguchi,.
Entre deux films comme assistant réalisateur, Honda travaille à la pré-production de L'Enfant du journal, qui doit être son premier long métrage de réalisateur. Le projet est cependant annulé. Au lieu de cela, il commence à travailler sur un autre documentaire intitulé Histoire d'une coopérative (aussi appelé Les Fleurs qui fleurissent dans le sable et Mode de vie coopératif),. Histoire d'une coopérative est un documentaire sur la montée des coopératives de consommation dans le Japon d'après-guerre. Il est écrit par Honda, et la production est supervisée par Jin Usami, avec le soutien du ministère de la Santé et du Bien-être. Certains dossiers indiquent que des animations sont utilisées pour expliquer les fonctions des coopératives, mais ces rapports ne sont pas confirmés. Le film est achevé le 6 octobre 1950 et est depuis considéré comme perdu. Cependant, Honda rappelle que le film a suffisamment bien marché pour convaincre la Tōhō d'attribuer à Honda son premier long métrage.
Entre le tournage de documentaires, la Tōhō offre à Honda la chance de développer et de réaliser un film de guerre intitulé Troupes d'attaque spéciales kamikaze. La Tōhō choisit ensuite de ne pas poursuivre le projet après avoir lu le scénario de Honda, qui critique ouvertement les dirigeants de la Seconde Guerre mondiale, et est trop sombre et réaliste. Honda rappelle que le studio estime qu'il est « trop tôt après la guerre » pour produire un tel film. Si le projet avait abouti, il aurait été le premier long métrage de Honda. Le script est depuis considéré comme perdu.

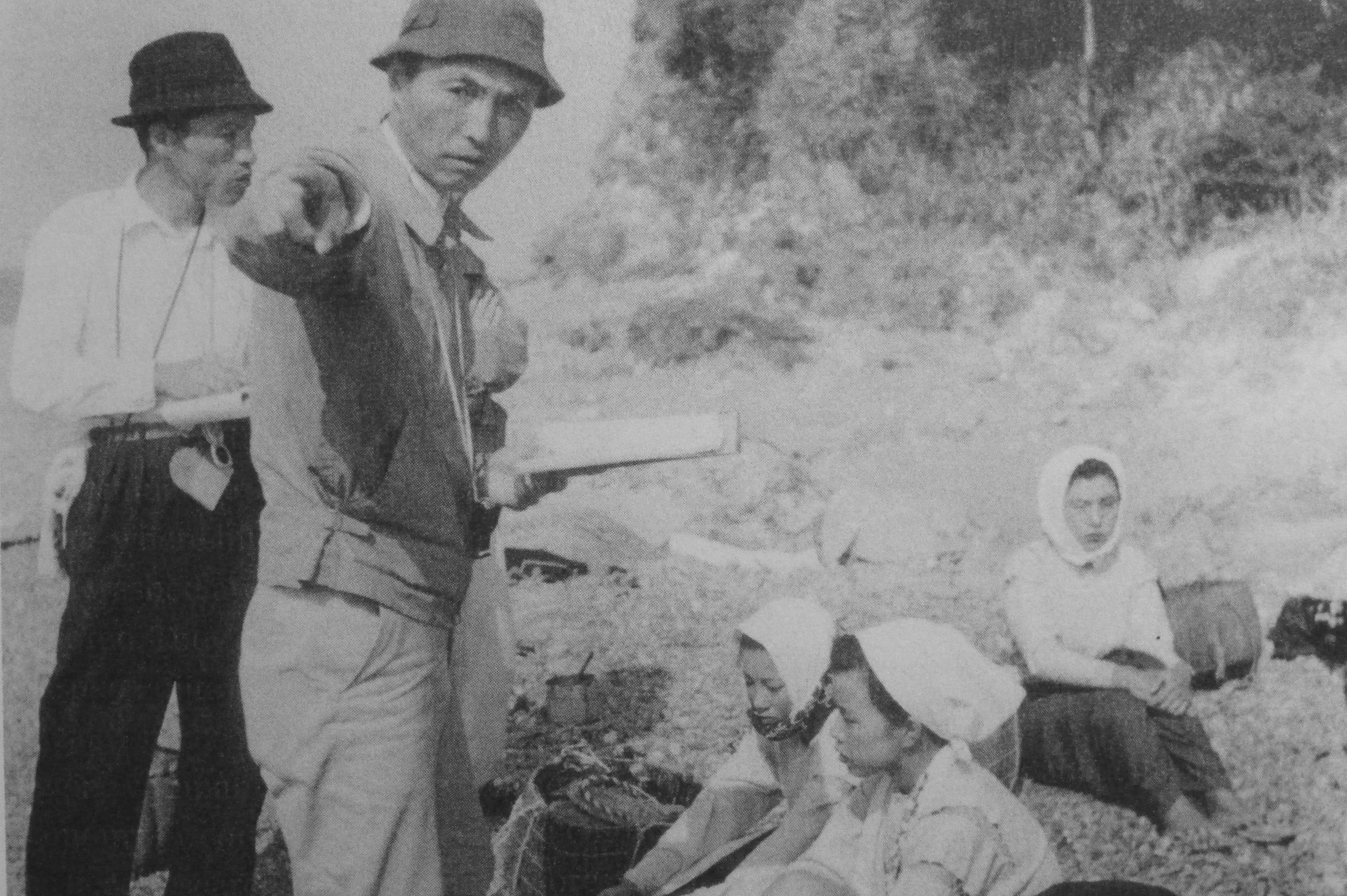
Ishirō Honda sur le tournage de La Perle bleue avec de vraies pêcheuses de perles.

À 40 ans, Honda termine son premier long métrage La Perle bleue (en),,, qui sort le 3 août 1951,,.
Honda avait tout d'abord décidé de ne pas réaliser de films de guerre, mais change d'avis après que la Tōhō lui a proposé de réaliser Eagle of the Pacific (en), un film sur l'amiral Isoroku Yamamoto, une figure avec qui Honda partageait les mêmes sentiments concernant la guerre. C'est le premier film où Honda collabore avec le responsable des effets spéciaux Eiji Tsuburaya. Eagle of the Pacific est un succès au box-office et serait le premier film d'après-guerre de la Tōhō à récolter plus de 100 millions de yens (environ 278 000 $). Par la suite, Honda réalisera un autre film de guerre, intitulé Farewell Rabaul (en), qui sort le 10 février 1954.
Un mois après la sortie de Farewell Rabaul, Honda rencontre l'assistant réalisateur Kōji Kajita (ja) pour commencer la production d'un film intitulé Sanshirō le prêtre, peut-être lié au film Sugata Sanshirō (1943) d'Akira Kurosawa. Hideo Oguni, l'un des collaborateurs fréquents de Kurosawa, écrit le scénario du film. Les auteurs Steve Ryfle et Ed Godziszewski déclarent que le projet ne s'est jamais concrétisé parce qu'Oguni et Honda « n'étaient pas d'accord sur le scénario ». Selon Kajita, le film aurait parlé d'un prêtre et d'un expert en judo.

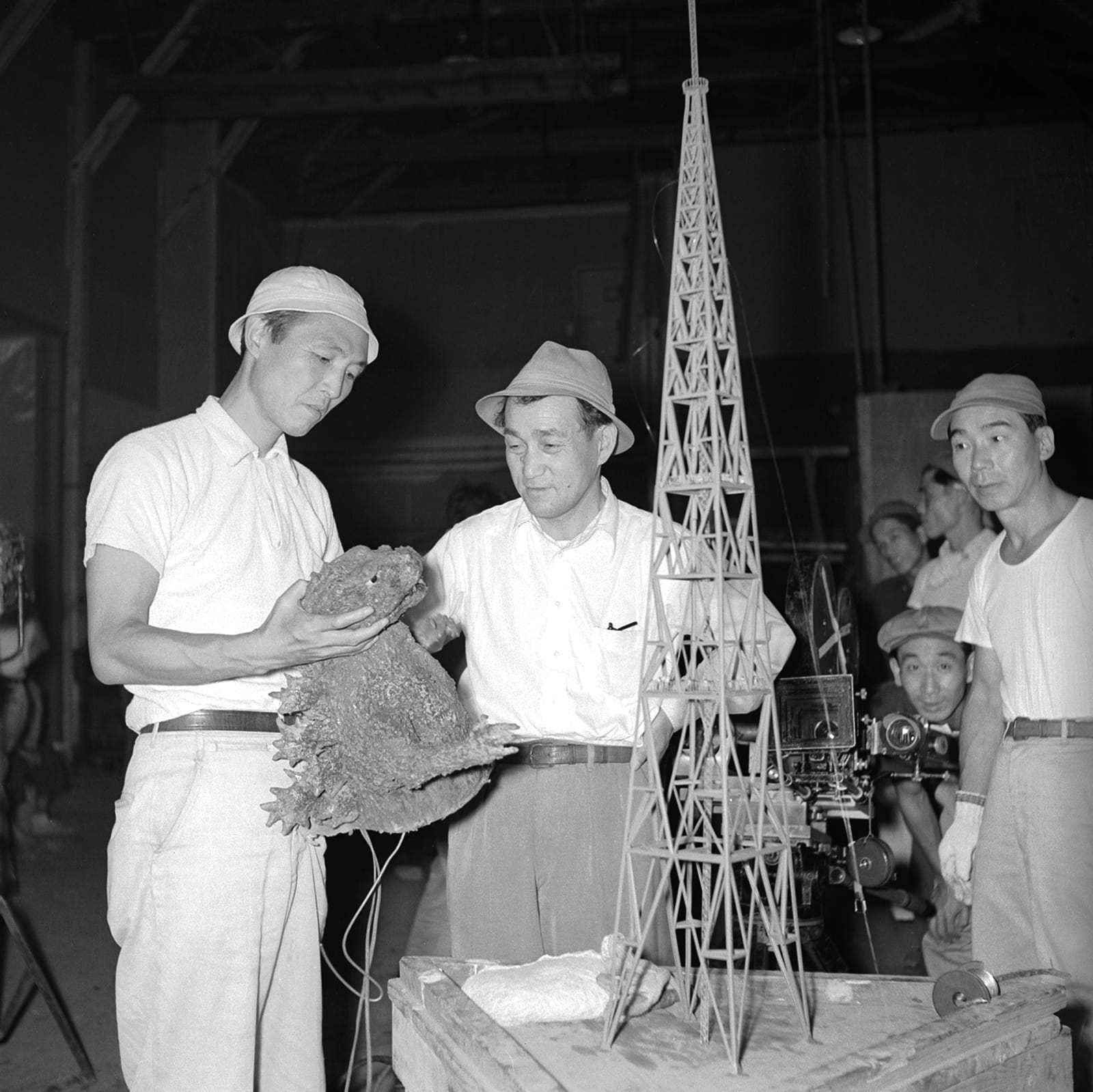
Ishirō Honda et Eiji Tsuburaya sur le tournage de Godzilla (1954).

À la suite de l'annulation d'un film dramatique très attendu intitulé À l'ombre de la gloire, le producteur Tomoyuki Tanaka propose rapidement l'idée d'un kaijū (film de monstres géant). Il est influencé par les rapports d'un essai nucléaire dans le Pacifique qui a exposé un bateau de pêche japonais à des retombées radioactives, avec des résultats désastreux, et a également entendu parler d'un film de monstre américain récemment sorti, intitulé Le Monstre des temps perdus,. Honda accepte l'offre de réaliser le film après que le réalisateur prévu de À l'ombre de la gloire, Taniguchi, a refusé la proposition,,. Honda et le scénariste Takeo Murata (ja) se confinent alors pendant trois semaines dans une auberge de Shibuya pour écrire le scénario de ce film, intitulé Godzilla. C'est le premier kaijū de Honda, le genre qui le rendra célèbre. L'histoire simple, celle d'un monstre géant qui apparaît près de l'île d'Odo puis attaque Tokyo en provoquant des destructions catastrophiques, est une métaphore d'un holocauste nucléaire.
Le tournage de Godzilla commence le 2 août 1954 et s'achève fin septembre après 51 jours. Il connaît un succès au box-office japonais et est nommé pour deux prix de la Japanese Movie Association : remportant un prix pour les meilleurs effets spéciaux mais perdant face aux Sept Samouraïs de Kurosawa pour celui du meilleur film. En raison du succès du film au Japon, il donne naissance à une franchise multisupport (en), reconnu par le Livre Guinness des records Livre Guinness des records. Deux ans plus tard, une version fortement modifiée de Godzilla sort aux États-Unis sous le nom de Godzilla, King of the Monsters!.
Le prochain film de Honda est Lovetide (en), basé sur l'histoire Blow, River Wind de Hidemi Kon, et adapté par le scénariste Dai Nishijima. La Tōhō fait la promotion du film en le qualifiant de "« magnifique mélodrame d'amour avec la meilleure distribution de la Tōhō, destiné à toutes les spectatrices féminines ». Le film met en vedette Mariko Okada et Chieko Nakakita (l'épouse de Tomoyuki Tanaka), jouant également ensemble dans Nuages flottants de Mikio Naruse, qui présente une intrigue similaire et sort environ une semaine après Lovetide. Tanaka déclare que s'il n'avait pas fait en sorte que Honda réalise des films de science-fiction, il serait devenu un « réalisateur à la Mikio Naruse ».
Au début de la production du Retour de Godzilla de Motoyoshi Oda, Honda commence le tournage de Half Human (en) dans les Alpes japonaises. À son retour à Tokyo, Tsuburaya travaille sur Le Retour de Godzilla. Ainsi, la production de Half Human est interrompue et Honda passe au tournage d'un film dramatique intitulé Oen-san (en). Le tournage de Half Human reprend en juin et le film sort le 14 août 1955, environ un mois après la fin du tournage,. Half Human est peu vu après sa sortie. Ryfle et Godziszewski notent que cela est peut-être dû au fait que la Tōhō voulait éviter les réactions négatives de la part de groupes de défense des droits des burakumins, tels que la ligue de libération Buraku. Certaines sources suggèrent qu'il est diffusé à la télévision dans les années 1960 ou au début des années 1970 et projeté lors d'une rétrospective cinématographique à Kyoto en 2001. La Tōhō n'a jamais sorti le film complet dans aucun format vidéo.
En 1956, Honda réalise quatre films. Le premier, Wakai ki (en), parle d'une jeune fille qui s'installe à Tokyo et subit la rivalité d'autres lycéennes d'horizons économiques et culturels différents. Le second, Night School (en), est son seul film jamais réalisé en dehors de la Tōhō et fait partie des premiers films sur l'école du soir. Le troisième, Tōkyō no hito sayonara (en), suit de jeunes amants essayant d'écouter leur cœur malgré les injonctions de leurs parents. Le quatrième, Rodan, est le tout premier film de Honda tourné en couleur et dépeint un monstre ailé nommé Rodan faisant des ravages au Japon après son réveil par des essais de bombes nucléaires.
Bien que le cinéma japonais soit connu pour ses films de samouraïs, Honda ne montre aucun intérêt à réaliser un jidai-geki puisque son terrain de prédilection est le Japon contemporain. Néanmoins, en mai 1956, Kurosawa annonce qu'il produira trois jidai-geki à partir de septembre, avec Honda comme réalisateur sur Le Château de l'araignée, Hideo Suzuki pour La Forteresse cachée et Hiromichi Horikawa pour La Revanche (devenu Le Garde du corps). Kurosawa réalise finalement ces trois films, aujourd'hui considérés parmi ses meilleurs,.
L'année 1957 marque un tournant dans la carrière de réalisateur de Honda, puisqu'il réalise cinq films, avec son premier, Be Happy, These Two Lovers (en), filmé par Hajime Koizumi (ja), qui travaillera sur 21 de ses films. Ryfle et Godziszewski qualifient son travail de « complément parfait au style de composition conservateur et sans risque de Honda ».
Son film suivant, La Chanson d'adieu d'un cueilleur de thé (en), est le deuxième de la trilogie de films de Honda mettant en vedette la chanteuse de enka Chiyoko Shimakura (le premier est Tōkyō no hito sayonara). Le troisième film de la trilogie, intitulé Un Adieu à la femme appelée ma sœur (en), sort un mois après La Chanson d'adieu d'un cueilleur de thé. Un Arc-en-ciel joue dans mon cœur (en), un film en deux parties en noir et blanc basé sur le drame radiophonique du même nom de Seiichi Yashiro (ja) et Ryūnosuke Yamada sort le 9 juillet 1957 (une semaine après La Chanson d'adieu d'un cueilleur de thé). Il est remarquable pour être le troisième et dernier film à associer les vedettes de Godzilla, Momoko Kōchi et Akira Takarada dans des rôles principaux.
Le seul tokusatsu de Honda de 1957, Prisonnière des Martiens, sort un peu plus d'un an après l'adhésion du Japon aux Nations unies et présente des affaires reflétant le retour du Japon à la politique mondiale. L'histoire tourne autour d'un jeune scientifique (Kenji Sahara (en)) impliqué dans une invasion extraterrestre menaçante à l'échelle mondiale. Avec un énorme budget de 200 millions de yens, c'est son premier film à être tourné en TohoScope (en).
Song for a Bride (en), sorti en février 1958, est considéré comme l'un des meilleurs films du réalisateur des années 1950. C'est une comédie dramatique qui explore le choc entre l'éthique traditionnelle et moderne parmi la jeunesse japonaise. Par la suite, Honda réalise deux films de science-fiction la même année pour la première fois. Son deuxième film de 1958, L'Homme H, sort le 24 juin 1958 et reçoit des critiques mitigées. Il parle d'une créature liquide radioactive qui terrorise le monde criminel de Tokyo. Certaines scènes du film sont tournées sur les mêmes décors que ceux utilisés dans le film L'Ange ivre. En mai 1959, Columbia Pictures sort une version raccourcie de ce film aux États-Unis. Lors de sa sortie, les critiques américains croient à tort qu'il s'agit d'un plagiat de Danger planétaire d'Irvin Yeaworth (en), bien que L'Homme H soit sorti avec Danger planétaire au Japon.
Les succès de Godzilla et Rodan de Honda aux États-Unis conduisent la Tōhō à rechercher d'autres liens avec Hollywood. En 1957, la société accepte de coproduire un téléfilm avec AB-PT Pictures (qui fera faillite pendant la production). Ce projet devient finalement un long métrage cinématographique en noir et blanc réalisé par Honda, intitulé Varan, le monstre géant, et qui sort en 1958. Considéré comme son « œuvre la plus faible », c'est une simple histoire de scientifiques qui réveillent involontairement un monstre géant appelé Varan en cherchant des espèces rares de papillons dans la région du Tōhoku.
Un Écho vous appelle (ja), son vingt-troisième long métrage, parle d'une conductrice de bus sans instruction, Tamako, qui tombe amoureuse de Nabeyama, son chauffeur de bus après avoir échoué à avoir une relation avec un homme de la famille la plus riche de Kōfu. Mettant en vedette Ryō Ikebe dans son quatrième rôle majeur dans un film de Honda, et avec un scénario peut-être inspiré de Hideko, receveuse d'autobus (1941), le film sort en janvier 1959 et reçoit des critiques globalement positives.
Honda passe rapidement à son prochain projet, Inao, histoire d'un bras de fer (ja). Il s'agit d'un film biographique basé sur la vie du lanceur de baseball Kazuhisa Inao, mettant en vedette Inao lui-même en tant qu'adulte. De plus, sont également présents les acteurs de Godzilla Takashi Shimura, dans le rôle de son père et Ren Yamamoto et Sachio Sakai dans les rôles de ses frères aînés. Le film sort en mars 1959 et sera plus tard projeté en l'honneur d'Inao après sa mort en 2007.

### Années 1960 et 1970
En 1962, Honda revient à la réalisation de films de Godzilla avec King Kong contre Godzilla. Il en réalise cinq autres dans les années 1960 : Mothra contre Godzilla (1964), Ghidrah, le monstre à trois têtes (1964), Invasion Planète X (1965), Les envahisseurs attaquent (1968), et La Vengeance de Godzilla (1969), pour ce dernier, Honda est également responsable des effets spéciaux. Ses autres tokusatsu des années 1960 incluent : Mothra (1961), Matango (1963), Frankenstein vs. Baragon (1965), La Guerre des monstres (1966) et La Revanche de King Kong (1967). Alors que Honda réussit à conserver un emploi de réalisateur à la Tōhō dans les années 1960 et 1970, le studio ne renouvèle pas son contrat vers la fin de 1965 et il doit discuter film par film avec Tomoyuki Tanaka. En 1967, Honda se résout de temps en temps à réaliser pour la télévision, puisqu'elle est devenue plus populaire que le cinéma au Japon.
De 1971 à 1973, Honda réalise plusieurs épisodes des séries télévisées Return of Ultraman, Mirrorman (en), Emergency Command 10-4, 10-10, Thunder Mask (en) et Zone Fighter, et ne réalisera que deux films durant les années 1970 : Les Envahisseurs de l'espace (1970) et Les Monstres du continent perdu (1975). Il décide de prendre sa retraite après la sortie de ce dernier film.

### Dernières années (1979–1993)

#### Collaboration avec Akira Kurosawa (1979–1992)
Malgré sa retraite en 1975, Honda est convaincu par Akira Kurosawa de revenir au cinéma et de collaborer sur Kagemusha, l'Ombre du guerrier (1980). Honda travaillera ensuite sur les cinq derniers films de Kurosawa. Ses postes comprennent : conseiller en réalisation, coordinateur de production et consultant créatif. Il apporte également une contribution non créditée au scénario de Madadayo (1993). Il existe une rumeur répandue selon laquelle Honda aurait réalisé trois séquences du film Rêves intitulées Le Tunnel, Le Mont Fuji en rouge, et Les Démons gémissants.

#### Déclin de sa santé et décès (1992–1993)
Honda était vraiment un être vertueux, sincère et doux. Il a travaillé avec force et courage pour le monde du cinéma, a vécu une vie bien remplie et, comme ce qui correspondait avec sa nature, a tranquillement quitté ce monde.
Fin 1992, Akira Kurosawa organise une fête de fin de tournage pour les acteurs et l'équipe de Madadayo. Honda semble souffrir de symptômes de rhume lors de la fête et contacte son fils Ryuji à New York. Celui-ci pense que son père est ivre et trouve étrange qu'il l'appelle. Puis, à la mi-février 1993, Kurosawa, Honda et Masahiko Kumada, le directeur de l'unité, assistent à une projection du Visiteur, le dernier film du cinéaste indien Satyajit Ray, dans un cinéma d'art et d'essai. Après avoir regardé le film, Kurosawa invite Honda chez lui pour dîner et prendre un verre, mais Honda se sent malade et rentre chez lui. Il déclare aller bien à la suite d'un bilan de santé en décembre 1992 et aucune maladie grave n'est suspectée. Bien que sa toux ne cesse de s'aggraver, son médecin de famille lui diagnostique un rhume. Au départ, Honda reste alité pendant une semaine, mais après avoir perdu l'appétit, il subit des radiographies et des analyses de sang. Après les résultats, il reçoit immédiatement l'ordre de se faire soigner à l'hôpital. Sachant que quelque chose ne va pas avec sa santé, il avait déjà fait ses valises. Dans les dix minutes qui suivent son départ de chez lui, il est emmené à la clinique médicale de Kono, un établissement de 19 lits à Soshigaya, et placé dans une pièce minuscule.
Une chambre dans un plus grand hôpital est sur le point d'être attribuée à Honda, afin que ses amis puissent lui rendre visite. Dans les jours qui suivent, Honda contracte une pleurésie, une affection qui provoque des difficultés respiratoires, et le 27 février, juste après être rentrés chez eux après les heures de visite, Kimi et Takako reçoivent un appel urgent : ses signes vitaux se sont subitement détériorés. Tout au long de la nuit, Kimi et Takado restent aux côtés de Honda pour le soutenir dans son combat pour la vie. Cependant, le 28 février 1993 à 23h30, il meurt d'une insuffisance respiratoire au centre médical de Kono,. Un service commémoratif a lieu au Joshoji Kaikan, une salle de réunion à Setagaya, pour les amis, la famille et les collègues de Honda le 6 mars. Les funérailles de Honda réunissent Akira Kurosawa et Toshirō Mifune, qui a joué dans les premiers films de Honda et de Kurosawa. Le Nikkei rapporte que Mifune fait partie des personnes en deuil lors des funérailles : « [Kurosawa et Mifune] ont établi un contact visuel et se sont étreints en larmes lors des funérailles de leur ami commun ».
Les restes incinérés de Honda sont enterrés au cimetière de Tama, le plus grand cimetière municipal du Japon où reposent des personnes célèbres comme Isoroku Yamamoto ou Yukio Mishima. Sa famille a par la suite déplacé la tombe au cimetière Fuji, connu pour ses fleurs de cerisier.

## Style
Malgré ses nombreux tokusatsu, Honda a également réalisé des documentaires, des mélodrames, des romances, des comédies musicales et des films biographiques. Contrairement à Akira Kurosawa, qui utilise souvent des thèmes et caméras récurrentes (dépassant même parfois le temps et le budget des productions), Honda est un cinéaste qui termine presque toujours ses projets demandés par la Tōhō en temps et en budget. Godzilla (1954) est l'un de ces projets. Son assistant réalisateur sur ce film, Kōji Kajita, déclare que sur leurs 17 films réalisés ensemble, Honda « avait son propre style, cette façon de penser », ajoutant « il ne se fâchait jamais, ne se précipitait pas, mais il exprimait quand même ses pensées et était clair quand quelque chose était différent de ce qu'il voulait, et il corrigeait les choses tranquillement ». Ainsi, son habileté lui a valu le surnom de « Honda l'amylase ».

### Réalisation
Les auteurs, acteurs et membres de l'équipe qualifient le style de réalisation de Honda de « bien établi ». Le responsable des effets spéciaux, Teruyoshi Nakano (en), déclare que les événements survenus lors de ses séquences de « foule en mouvement », tels que « des pompiers envoyés en cas d'urgence, un policier dirigeant la circulation et des personnes transportant des furoshiki en s'enfuyant », sont « irréalistes » mais il est important pour Honda de « faire ressortir le quotidien en montrant de telles choses ». Selon l'acteur Yoshio Tsuchiya, Kurosawa aurait déclaré que s'il réalisait une scène dans l'un des films de Honda mettant en scène des policiers dirigeant des civils, il « ferait fuir les policiers en premier ». À ce sujet, Honda déclare que les policiers présentés dans ses films ne fuient pas, en raison de son expérience de la guerre en tant qu'officier. Hiroshi Koizumi (en) déclare que, pendant le tournage de Mothra, Honda se concentre pour apparaître dans une scène où un civil aide le bébé sur le pont.

## Postérité

### Réputation dans l'industrie cinématographique
De nombreux cinéastes ont été influencés par le travail de Honda. Selon Steve Ryfle, son influence au sein de l'industrie cinématographique est « indéniable », car il est « l'un des créateurs du film catastrophe moderne, il a aidé à établir le modèle pour d'innombrables superproductions à suivre et a inspiré un large éventail de cinéastes ». En 2007, Quentin Tarantino déclare que Honda est son « réalisateur de science-fiction préféré ». Il est également l'un des nombreux cinéastes et acteurs qui ont déclaré avoir été influencés par La Guerre des monstres, comme Brad Pitt,, Guillermo del Toro, et Tim Burton. John Carpenter cite Godzilla comme une influence sur sa carrière et qualifie Honda de « l'un de [ses] dieux cinématographiques personnels ». Martin Scorsese cite également Honda comme une influence sur son travail.

### Dans la culture populaire
L'épisode L'Attaque de la pieuvre géante dans la série Legends of Tomorrow est basé sur Honda. L'intrigue centrale de l'épisode implique une créature krakenesque nommée Tagumo, que Honda a inventé, qui devient une réalité grâce à un livre magique appartenant à Brigit, la déesse celtique de l'art. Elle est décrite comme une « pieuvre terrestre » qui détruira Tokyo, à moins que les protagonistes ne puissent l'arrêter. À la fin de l'épisode, le personnage Heat Wave dit à Ishirō : « Oublie la pieuvre. Les lézards. Les lézards sont rois ». Dans cet univers fictif, cela conduira Ishirō à créer le personnage de Godzilla, comme il le déclare plus tard dans l'épisode : « Le roi... des monstres. J'aime ça ». Le film Pacific Rim (2013) lui est dédié, à lui et Ray Harryhausen.

## Filmographie
- 1949 : Nippon sangyō chiri taikei daiichihen: Kokuritsu kōen Ise Shima (日本産業地理大系第一篇 国立公園伊勢志摩?) (documentaire)
- 1950 : Suna ni saku hana (砂に咲く花?) (documentaire)
- 1951 : The Blue Pearl (en) (青い真珠, Aoi shinju?)
- 1952 : The Skin of the South (en) (南国の肌, Nangoku no hada?)
- 1952 : The Man Who Came to Port (en) (港へ来た男, Minato e kita otoko?)
- 1953 : Adolescence Part 2 (en) (続思春期, Zoku shishunki?)
- 1953 : Eagle of the Pacific (en) (太平洋の鷲, Taiheiyō no washi?)
- 1954 : Farewell Rabaul (en) (さらばラバウル, Saraba Rabauru?)
- 1954 : Godzilla (ゴジラ, Gojira?)
- 1955 : Love Makeup (en) (恋化粧, Koi keshō?)
- 1955 : Oen-san (おえんさん?)
- 1955 : Jū jin yuki otoko (獣人雪男?)
- 1955 : L'Abominable Homme des neiges (en) (Half Human: The Story of the Abominable Snowman) (version remaniée de Jū jin yuki otoko, doublée en anglais, avec des scènes tournées par Kenneth G. Crane)
- 1956 : Young Tree (en) (若い樹, Wakai ki?)
- 1956 : Night School (en) (夜間中学, Yakan chūgaku?)
- 1956 : Godzilla, King of the Monsters! (怪獣王ゴジラ, Kaijū ō Gojira?)
- 1956 : Tōkyō no hito sayonara (東京の人さようなら?)
- 1956 : Rodan (空の大怪獣 ラドン, Sora no daikaijū Radon?)
- 1957 : Be Happy, These Two Lovers (en) (この二人に幸あれ, Kono futari ni sachi are?)
- 1957 : Wakare no chatsumiuta (別れの茶摘歌?)
- 1957 : Waga mune ni niji wa kiezu (わが胸に虹は消えず?)
- 1957 : Wakare no chatsumiuta shimaihen: Onesan to yonda hito (別れの茶摘歌姉妹篇 お姉さんと呼んだ人?)
- 1957 : Prisonnière des Martiens (地球防衛軍, Chikyū bōeigun?)
- 1958 : Hanayome sanjūsō (花嫁三重奏?)
- 1958 : L'Homme H (美女と液体人間, Bijo to ekitainingen?)
- 1958 : Varan, le monstre géant (大怪獣バラン, Daikaijū Baran?)
- 1959 : La Bataille interplanétaire (宇宙大戦争, Uchū daisensō?)
- 1959 : An Echo Calls You (こだまは呼んでいる, Kodama wa yonde iru?)
- 1959 : Inao: Story of an Iron Arm (鉄腕投手 稲尾物語, Tetsuwan toshu: Inao monogatari?)
- 1959 : Uwayaku, shitayaku, godōyaku (上役・下役・ご同役?)
- 1960 : The Human Vapor (ガス人間第一号, Gasu ningen dai ichigo?)
- 1961 : Mothra (モスラ, Mosura?)
- 1961 : The Scarlet Man (真紅の男, Shinku no otoko?)
- 1962 : Le Choc des planètes (妖星ゴラス, Yōsei gorasu?)
- 1962 : King Kong contre Godzilla (キングコング対ゴジラ, Kingukongu tai Gojira?) (coréalisé avec Thomas Montgomery)
- 1963 : Matango (マタンゴ?)
- 1963 : Atragon (海底軍艦, Kaitei gunkan?)
- 1964 : Mothra contre Godzilla (モスラ対ゴジラ, Mosura tai Gojira?)
- 1964 : Dogora, the Space Monster (宇宙大怪獣 ドゴラ, Uchū daikaijū Dogora?)
- 1964 : Ghidrah, le monstre à trois têtes (三大怪獣 地球最大の決戦, Sandaikaijū: Chikyū saidai no kessen?)
- 1965 : Frankenstein vs. Baragon (フランケンシュタイン対地底怪獣, Furankenshutain tai chitei kaijū Baragon?)
- 1965 : Invasion Planète X (怪獣大戦争, Kaijū daisensō?)
- 1966 : La Guerre des monstres (フランケンシュタインの怪獣 サンダ対ガイラ, Furankenshutain no kaijū: Sanda tai Gaira?)
- 1966 : Oyome ni Oide (お嫁においで?)
- 1967 : La Revanche de King Kong (キングコングの逆襲, Kingu Kongu no gyakushū?)
- 1968 : Les envahisseurs attaquent (怪獣総進撃, Kaijū sōshingeki?)
- 1969 : Latitude Zero (緯度0大作戦, Ido zero daisakusen?)
- 1969 : Godzilla's Revenge (ゴジラ・ミニラ・ガバラ オール怪獣大進撃, Gojira-Minira-Gabara: Oru kaijū daishingeki?)
- 1970 : Les Envahisseurs de l'espace (ゲゾラ・ガニメ・カメーバ 決戦!南海の大怪獣, Gezora, Ganime, Kameba: Kessen! Nankai no daikaijū?)
- 1975 : Les Monstres du continent perdu (メカゴジラの逆襲, Mekagojira no gyakushū?)
- 1980 : Kagemusha, l’Ombre du guerrier (影武者, Kagemusha?) d'Akira Kurosawa (réalisateur de seconde équipe)
- 1990 : Rêves (夢, Yume?) (coréalisé avec Akira Kurosawa)
- 1993 : Madadayo (まあだだよ, Mādadayo?) (film d'Akira Kurosawa dont il a réalisé quelques scènes sans être crédité)

## Séries télévisées
- 1971 : Mirrorman (en) (Mirāman) (coréalisée avec Yoshiyuki Kuroda (en))
- 1971 : Return of Ultraman (Kaettekita Urutoraman) (le pilote et quelques épisodes)
- 1973 : Emergency Command 10-4 10-10 (Kinkyū shirei 10-4 10-10)
- 1973 : Zone Fighter (Ryūsei Ningen Zōn) (coréalisée avec Jun Fukuda) et Akiyasu Kikuchi